# Partia Sadbhavana
Partia Sadbhavana – nepalska partia polityczna założona latem 2007 roku w wyniku zachodzących przemian demokratycznych w państwie. Początkowo Sadbhavana funkcjonowała Nepalska Partia Sadbhava (Anandidevi) jednak Nepalska Komisja Wyborcza odmówiła jej rejestracji. Na znak protestu przeciwko decyzji Komisji do dymisji podał się Minister Przemysłu i Handlu Rajendra Mahato. Ostatecznie rejestracja partii pod jej obecną nazwą nastąpiła przed wyborami parlamentarnymi w 2008 roku. W wyborach parlamentarnych, które odbyły się 10 kwietnia 2008 Partia Sadbhavana zdobyła 9 mandatów w Zgromadzeniu Konstytucyjnym. 31 sierpnia 2008 weszła w skład rządu Premiera Prachanda obejmując jedną tekę ministerialną.